# منسفیلد (اوهایو)
منسفیلد(به انگلیسی: Mansfield) شهری در ایالت اوهایو کشور ایالات متحده آمریکا است که جمعیت آن در سرشماری سال ۲۰۱۰ میلادی، ۴۷٬۸۲۱ نفر بوده‌است.